# ダ・カーポ 〜第2ボタンの誓い〜
「ダ・カーポ 〜第2ボタンの誓い〜」（ダ・カーポ 〜だいにボタンのちかい〜）は、yozuca*の楽曲。tororoが作詞・作曲を手掛けた。yozuca*の1枚目のシングルとして2002年8月22日にLantisから発売された。

## 概要
本曲は、パソコンゲーム『D.C. 〜ダ・カーポ〜』のオープニングテーマに起用された。一方2曲目の「Dream 〜The ally of〜」と3曲目の「Dream 〜The other side〜」はそれぞれrinoとみとせのりこが歌っており、2曲共PCゲーム『D.C. 〜ダ・カーポ〜』のエンディングテーマに起用された。
ジャケットには朝倉音夢と芳乃さくらが描かれている。

## 収録曲
| 全作詞: tororo。 |                                                 |           |           |            |      |
| #                | タイトル                                        | 作詞      | 作曲      | 編曲       | 時間 |
| 1.               | 「ダ・カーポ 〜第2ボタンの誓い〜」(歌：yozuca*) | atsuko    | tororo    | Angel Note | 4:37 |
| 2.               | 「Dream 〜The ally of〜」(歌：rino)             | tororo    | 長田直之  | 長田直之   | 4:50 |
| 3.               | 「Dream 〜The other side〜」(歌：みとせのりこ)  | tororo    | 東隆行    | 飯塚昌明   | 4:57 |
| 4.               | 「ダ・カーポ 〜第2ボタンの誓い〜（Off Vocal）」 | tororo    |           |            | 4:39 |
| 合計時間:        | 合計時間:                                       | 合計時間: | 合計時間: | 19:18      |      |

## 収録アルバム
| 曲名                                                                          | 収録アルバム                                                | 備考                                                                        |
| ----------------------------------------------------------------------------- | ----------------------------------------------------------- | --------------------------------------------------------------------------- |
| ダ・カーポ 〜第2ボタンの誓い〜                                                | soleil*garden                                               | yozuca*の1作目のオリジナルアルバム。                                        |
| ダ・カーポ 〜第2ボタンの誓い〜                                                | enjoy                                                       | yozuca*のベストアルバム。                                                   |
| ダ・カーポ 〜第2ボタンの誓い〜                                                | crystal 〜サーカス ヴォーカルコレクション〜                 | CIRCUSのコンピレーションアルバム。                                          |
| ダ・カーポ 〜第2ボタンの誓い〜                                                | 初音島ベスト D.C. 〜ダ・カーポ〜 ベストセレクション         | 『D.C. 〜ダ・カーポ〜』のベストアルバム。                                   |
| ダ・カーポ 〜第2ボタンの誓い〜 Dream 〜The ally of〜 Dream 〜The other side〜 | D.C. 〜ダ・カーポ〜 コンプリート オリジナルサウンドトラック | パソコンゲーム『D.C. 〜ダ・カーポ〜』サウンドトラック。ゲームサイズで収録。 |
| ダ・カーポ 〜第2ボタンの誓い〜 Dream 〜The ally of〜                          | D.C.〜ダ・カーポ〜 スーパーベスト                           | 『D.C. 〜ダ・カーポ〜』シリーズのベストアルバム。                           |

## カバー
- 朝倉音夢（野川さくら）「ダ・カーポ 〜第2ボタンの誓い〜 〜Candy morning Ver.〜」（『D.C.〜ダ・カーポ〜 Vocal Selection Vol.1 Ribbons & Candies』、『D.C.〜ダ・カーポ〜 スーパーベスト』に収録）
- yozuca*&rino「ダ・カーポ 〜第2ボタンの誓い〜 ツインヴォーカルバージョン」（『dolce』に収録）

・冴えない彼女の育てかた　加藤恵(安野希世乃)によるギャルゲーカバーソングに収録